# Bleu profond
Pour plus de détails, voir Fiche technique et Distribution.
Bleu profond (The Deep End) est un film américain réalisé par Scott McGehee et David Siegel sorti en 2001.

## Synopsis
Margaret Hall vit à Tahoe City avec son fils, Beau, lycéen, et son mari qui est marin sur l'USS Constellation. Un jour elle découvre que Beau entretient une liaison avec Darby Reese, un gérant de boîte de nuit trentenaire vivant à Reno. Elle décide de se rendre sur place pour lui demander de s'éloigner de son fils. Le lendemain matin, elle découvre le corps sans vie de Reese sur la plage.

## Fiche technique
- Titre : Bleu profond
- Titre original : The Deep End
- Réalisation : Scott McGehee et David Siegel
- Scénario : Scott McGehee et David Siegel d'après le roman de Elisabeth Sanxay Holding Au pied du mur (The Blank Wall)
- Photographie : Giles Nuttgens (en)
- Montage : Lauren Zuckerman
- Production : Laura Greenlee, Eileen Jones, Mindy Marin, Scott McGehee, Robert H. Nathan, David Siegel
- Durée : 101 minutes
- Genre : Policier, drame, romance et thriller
- Dates de sortie : 21 janvier 2001  États-Unis, 31 octobre 2001  France

## Distribution
- Tilda Swinton (VF : Laurence Bréheret) : Margaret Hall
- Goran Višnjić (VF : Constantin Pappas) : Alek « Al » Spera
- Jonathan Tucker : Beau Hall
- Peter Donat : Jack Hall
- Josh Lucas : Darby Reese
- Raymond J. Barry : Carlie Nagel
- Tamara Hope : Paige Hall
- Jordon Dorrance : Dylan Hall
- Heather Mathieson : Sue Lloyd
- Holmes Osborne : Loan Officer
- Richard Gross : Deputy Sheriff
- Kip Martin : BYD
- Frankie Loyal Delgado : Barrish Brother

## Prix et récompenses
pour Tilda Swinton :
- Boston Society of Film Critics de la meilleure actrice
- Las Vegas Film Critics Society de la meilleure actrice
- Nomination- Golden Globe de la meilleure actrice dans un film dramatique